# Mathias Groh
Mathias Groh (* 18. August 2002 in Kaiserslautern) ist ein deutscher Basketballspieler.

## Werdegang
Groh spielte im Nachwuchsbereich des 1. FC Kaiserslautern und der DJK Nieder-Olm. Er wurde in die Jugendnationalmannschaft berufen. 2017 wechselte er ans Basketballinternat der Urspringschule. 2018 fand er Aufnahme in das Zweitligaaufgebot der Spielgemeinschaft Ehingen/Urspring, seine ersten Einsatzminuten in der 2. Bundesliga ProA erhielt Groh im Oktober 2020.
Nach insgesamt 24 ProA-Einsätzen und 1,4 Punkten je Begegnung für Ehingen/Urspring ging er zur Saison 2021/22 zum 1. FC Kaiserslautern in die Regionalliga zurück. Die Iserlohn Kangaroos aus der 2. Bundesliga ProB vermeldeten im Juni 2022 Grohs Verpflichtung.